# Ready Player One (film)
Ready Player One er en amerikansk spillefilm fra 2018 instrueret af Steven Spielberg og skrevet af Zak Penn og Ernest Cline, baseret på Clines roman med samme navn fra 2011.

## Medvirkende
- Tye Sheridan som Wade Watts / Parzival
- Olivia Cooke som Samantha Evelyn Cook / Art3mis
- Ben Mendelsohn som Nolan Sorrento
- T.J. Miller som i-R0k
- Simon Pegg som Ogden Morrow / Og
- Mark Rylance som James Donovan Halliday / Anorak
- Win Morisaki som Daito
- Lena Waithe som Aech
- Philip Zhao som Shoto
- Letitia Wright som Reb
- Brad Dourif som Chucky